# 明石郡
- 令制国一覧 > 山陽道 > 播磨国 > 明石郡
- 日本 > 近畿地方 > 兵庫県 > 明石郡

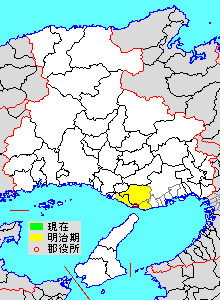
兵庫県明石郡の位置

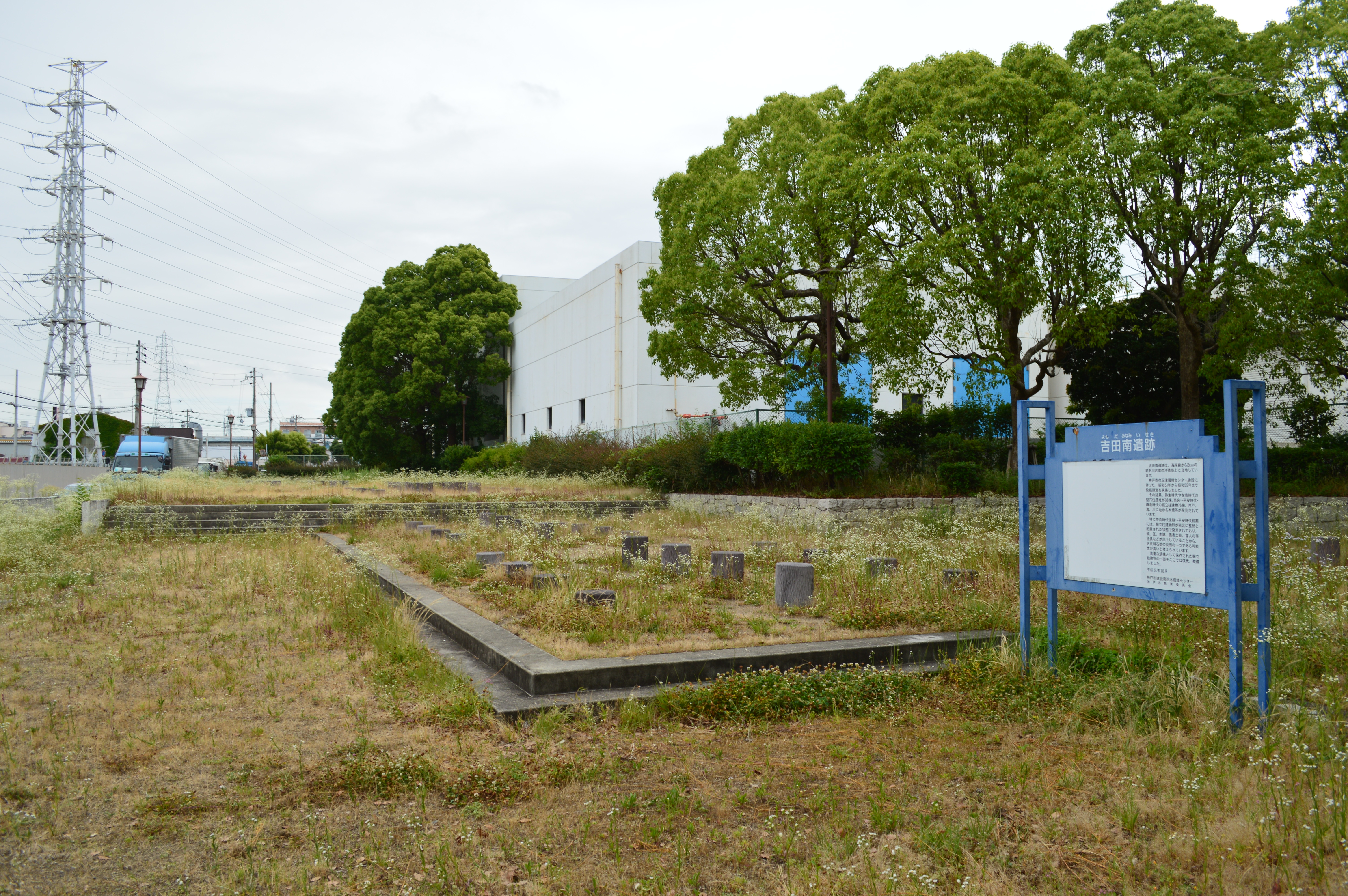
吉田南遺跡（神戸市西区森友）
推定明石郡衙跡。

明石郡（あかしぐん）は兵庫県（播磨国）にあった郡。

## 郡域
1879年（明治12年）に行政区画として発足した当時の郡域は、下記の区域にあたる。
- 神戸市
  - 垂水区、西区の全域
  - 須磨区の一部（菅の台・西落合・神の谷・緑台・弥栄台および友が丘・竜が台・北落合の各一部）
- 明石市の大部分（二見町各町を除く）

## 歴史

### 近世以降の沿革
- 明治初年時点で、全域が播磨明石藩領であった。「旧高旧領取調帳」に記載されている村は以下の通り。●は村内に寺社領が、○は寺社除地[1]が存在。（1町144村）

明石、塩屋村、下畑村、●滑村、東名村、西名村、東垂水村、○西垂水村、山田村、○大蔵谷村、●中庄村、●大明石村、井出村、生田村、漆山新田村、●多聞村、長坂村、小寺村、●中山村、奥畑村、布施畑村、●門前村、東皆発村、下皆発村、脇村、吹上新田村、永井村、○池上村、北別府村、南別府村、白水村、東河原村、新方村、池野村、西河原村、今津村、二屋村、高津橋村、水谷村、松本村、菅野村、谷口村、●如意寺、栃木村、長谷村、池谷村、友清村、福谷村、○寺谷村、木見村、木津村、小村、栄村、押部村、●福住村、西村、○細田村、●性海寺、●近江寺、高和村、養田村、鴨谷村、金屋村、繁田村、大畑村、宮前村、下村、●福中村、●芝崎村、向井村、慶明村、大野村、田中村、中村、居住村、●小山村、新村、上津橋村、下津橋村、吉田村、森友村、○王子村、●○船上村、○林村、東松江村、西松江村、藤江村、○谷八木村、八木村、東江井村、西江井村、東島村、西島村、森村、○中尾村、浜谷村、●西岡村、山川村、清水新田村、清水村、長池村、浜西村、●長坂寺村、金ヶ崎村、福田村、大久保町、大久保町新田村、森田村、小久保村、○和坂村、和坂新田村、鳥羽村、鳥羽新田村、松陰村、松陰新田村、○大窪村、山下村、西脇村、秋田村、福吉村、竜ヶ岡村、赤坂村、野中下村、境新村、野中上村、天ヶ岡村、印路村、西戸田村、常本村、黒田村、和田村、南村、●東村、田井村、神納村、古新田村、新々田村、池田村、池下村、吉生村、広谷村、北村、山西村、小神村、五百蔵新村、勝成新村
- 明治4年
  - 7月14日（1871年8月29日） - 廃藩置県により明石県の管轄となる。
  - 11月2日（1871年12月13日） - 姫路県の管轄となる。
  - 11月9日（1871年12月20日） - 飾磨県の管轄となる。
- 明治初年（2町133村）
  - 滑村・東名村・西名村・中山村・奥畑村が合併して名谷村となる。
  - 東松江村・西松江村が合併して松江村となる。
  - 浜谷村・山川村が西岡村に、長池村が長坂寺村に、清水新田村・浜西村が清水村に、大久保町新田村が大久保町にそれぞれ合併。
  - 池野村が改称して上池村となる。
- 明治8年（1875年）（2町129村）
  - 東江井村・西江井村・東島村が合併して江井島村となる。
  - 西島村・森村が合併して魚住村となる。
  - 山下村が大窪村に合併。
- 明治9年（1876年）
  - 8月21日 - 第2次府県統合により兵庫県の管轄となる。
  - 印南野の原野より小束野村が起立。（2町130村）
- 明治10年頃 - 下記の村の統合等が行われる。（2町109村）

- 潤和村 ← 井出村、白水村、東河原村
- 有瀬村 ← 生田村、漆山新田村
- 前開村 ← 門前村、東皆発村、下皆発村
- 上脇村 ← 脇村、池上村
- 井吹村 ← 吹上新田村、永井村
- 別府村 ← 北別府村、南別府村
- 堅田村 ← 鴨谷村、金屋村
- 中津村 ← 中村、上津橋村

- 古郷村 ← 秋田村、福吉村、竜ヶ岡村、境新村
- 岩岡村 ← 赤坂村、野中上村、天ヶ岡村、古新田村［南古新田村］
- 宝勢村 ← 神納村、新々田村、古新田村［北古新田村］
- 紫合村 ← 池下村、吉生村
- 如意寺が谷口村に合併。
- 性海寺が高和村に合併。
- 山西村が広谷村に合併。
- 近江寺が改称して近江村となる。

- 明治12年（1879年）1月8日 - 郡区町村編制法の兵庫県での施行により、行政区画としての明石郡が発足。郡役所が明石に設置。
- 明治15年頃 - この頃までに和坂新田村が和坂村に、鳥羽新田村が鳥羽村にそれぞれ合併。（2町107村）
- 明治10年代 - 中庄村が改称して当津村となる。

### 町村制以降の沿革

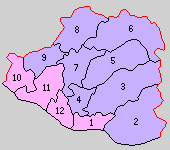
1.明石町 2.垂水村 3.伊川谷村 4.玉津村 5.櫨谷村 6.押部谷村 7.平野村 8.神出村 9.岩岡村 10.魚住村 11.大久保村 12.林崎村（紫：神戸市 桃：明石市）

- 明治22年（1889年）4月1日 - 町村制の施行により、以下の町村が発足。特記以外は現・神戸市西区。（1町11村）
  - 明石町 ← 明石[4]、当津村、王子村、大明石村、大蔵谷村（現・明石市）
  - 垂水村 ← 東垂水村、山田村、西垂水村、多聞村、塩屋村、下畑村（現・神戸市垂水区）、名谷村（現・神戸市須磨区、垂水区）
  - 伊川谷村 ← 前開村、小寺村、布施畑村、別府村、潤和村、有瀬村、井吹村、上脇村、長坂村
  - 玉津村 ← 高津橋村、今津村、水谷村、西河原村、新方村、上池村、下津橋村、田中村、居住村、小山村、新村、二屋村、吉田村、森友村
  - 櫨谷村 ← 長谷村、寺谷村、池谷村、友清村、栃木村、福谷村、谷口村、菅野村、松本村
  - 押部谷村 ← 福住村、木津村、木見村、小村、押部村、栄村、近江村、西村、細田村、高和村、養田村、和田村
  - 平野村 ← 下村、常本村、西戸田村、印路村［一部］、宮前村、大畑村、福中村、向井村、芝崎村、大野村、慶明村、中津村、堅田村、繁田村、黒田村
  - 神出村 ← 田井村、小神村、五百蔵新村、勝成新村、東村、南村、北村、小束野村、広谷村、紫合村、池田村、宝勢村
  - 岩岡村 ← 岩岡村、古郷村、野中下村、印路村［一部］、西脇村［一部］
  - 魚住村 ← 中尾村、西岡村、長坂寺村、清水村、金ヶ崎村（現・明石市）
  - 大久保村 ← 魚住村、江井島村、大久保町、福田村、大窪村、松陰村、松陰新田村、森田村、八木村、谷八木村、西脇村［一部］（現・明石市）
  - 林崎村 ← 松江村、藤江村、林村、鳥羽村、小久保村、和坂村、船上村（現・明石市）
- 明治29年（1896年）7月1日 - 郡制を施行。
- 大正8年（1919年） 11月1日 - 明石町が市制施行して明石市が発足し、郡より離脱。（11村）
- 大正12年（1923年）4月1日 - 郡会が廃止。郡役所は存続。
- 大正15年（1926年）7月1日 - 郡役所が廃止。以降は地域区分名称となる。
- 昭和3年（1928年） 11月1日 - 垂水村が町制施行して垂水町が発足。（1町10村）
- 昭和13年（1938年）4月1日 - 大久保村が町制施行して大久保町が発足。（2町9村）
- 昭和16年（1941年）7月11日 - 垂水町が神戸市（須磨区）に編入。（1町9村）
- 昭和17年（1942年）2月1日 - 林崎村が明石市に編入。（1町8村）
- 昭和22年（1947年）3月1日 - 伊川谷村・櫨谷村・押部谷村・玉津村・平野村・神出村・岩岡村が神戸市（垂水区）に編入。（1町1村）
- 昭和26年（1951年）1月10日 - 大久保町・魚住村が明石市に編入。同日明石郡消滅。兵庫県内では1896年の郡の再編以来、初の郡消滅となった。

### 変遷表
| 明治22年以前 | 明治22年4月1日 | 明治22年 - 大正15年          | 昭和1年 - 昭和19年                 | 昭和1年 - 昭和19年                | 昭和20年 - 昭和29年      | 昭和30年 - 現在 | 現在   |
| ------------ | -------------- | ---------------------------- | ---------------------------------- | --------------------------------- | ------------------------ | --------------- | ------ |
|              | 明石町         | 大正8年11月1日 市制 明石市   | 明石市                             | 明石市                            | 明石市                   | 明石市          | 明石市 |
| 林崎村       | 林崎村         | 昭和17年2月1日 明石市に編入  | 昭和17年2月1日 明石市に編入        |                                   | 明石市                   | 明石市          | 明石市 |
| 大久保村     | 大久保村       | 昭和13年4月1日 町制 大久保町 | 昭和13年4月1日 町制 大久保町       | 昭和26年1月10日 明石市に編入      |                          | 明石市          | 明石市 |
| 魚住村       | 魚住村         | 魚住村                       | 魚住村                             | 昭和26年1月10日 明石市に編入      |                          | 明石市          | 明石市 |
| 垂水村       | 垂水村         | 昭和3年11月1日 町制 垂水町   | 昭和16年7月11日 神戸市須磨区に編入 | 昭和21年11月1日 分区 垂水区       | 神戸市垂水区             | 神戸市          |        |
| 伊川谷村     | 伊川谷村       | 伊川谷村                     | 伊川谷村                           | 昭和22年3月1日 神戸市垂水区に編入 | 昭和57年8月1日 分区 西区 | 神戸市          |        |
| 玉津村       | 玉津村         | 玉津村                       | 玉津村                             | 昭和22年3月1日 神戸市垂水区に編入 | 昭和57年8月1日 分区 西区 | 神戸市          |        |
| 櫨谷村       | 櫨谷村         | 櫨谷村                       | 櫨谷村                             | 昭和22年3月1日 神戸市垂水区に編入 | 昭和57年8月1日 分区 西区 | 神戸市          |        |
| 押部谷村     | 押部谷村       | 押部谷村                     | 押部谷村                           | 昭和22年3月1日 神戸市垂水区に編入 | 昭和57年8月1日 分区 西区 | 神戸市          |        |
| 平野村       | 平野村         | 平野村                       | 平野村                             | 昭和22年3月1日 神戸市垂水区に編入 | 昭和57年8月1日 分区 西区 | 神戸市          |        |
| 神出村       | 神出村         | 神出村                       | 神出村                             | 昭和22年3月1日 神戸市垂水区に編入 | 昭和57年8月1日 分区 西区 | 神戸市          |        |
| 岩岡村       | 岩岡村         | 岩岡村                       | 岩岡村                             | 昭和22年3月1日 神戸市垂水区に編入 | 昭和57年8月1日 分区 西区 | 神戸市          |        |

## 行政
歴代郡長
| 代 | 氏名 | 就任年月日               | 退任年月日                | 備考                   |
| -- | ---- | ------------------------ | ------------------------- | ---------------------- |
| 1  |      | 明治12年（1879年）1月8日 |                           |                        |
|    |      |                          | 大正15年（1926年）6月30日 | 郡役所廃止により、廃官 |